# 1925 en Bretagne
 Chronologie de la Bretagne
- 1921
- 1922
- 1923
- 1924
- 1925
- 1926
- 1927
- 1928
- 1929

Cette page recense des événements qui se sont produits durant l'année 1925 en Bretagne.

## Société

### Faits sociétaux

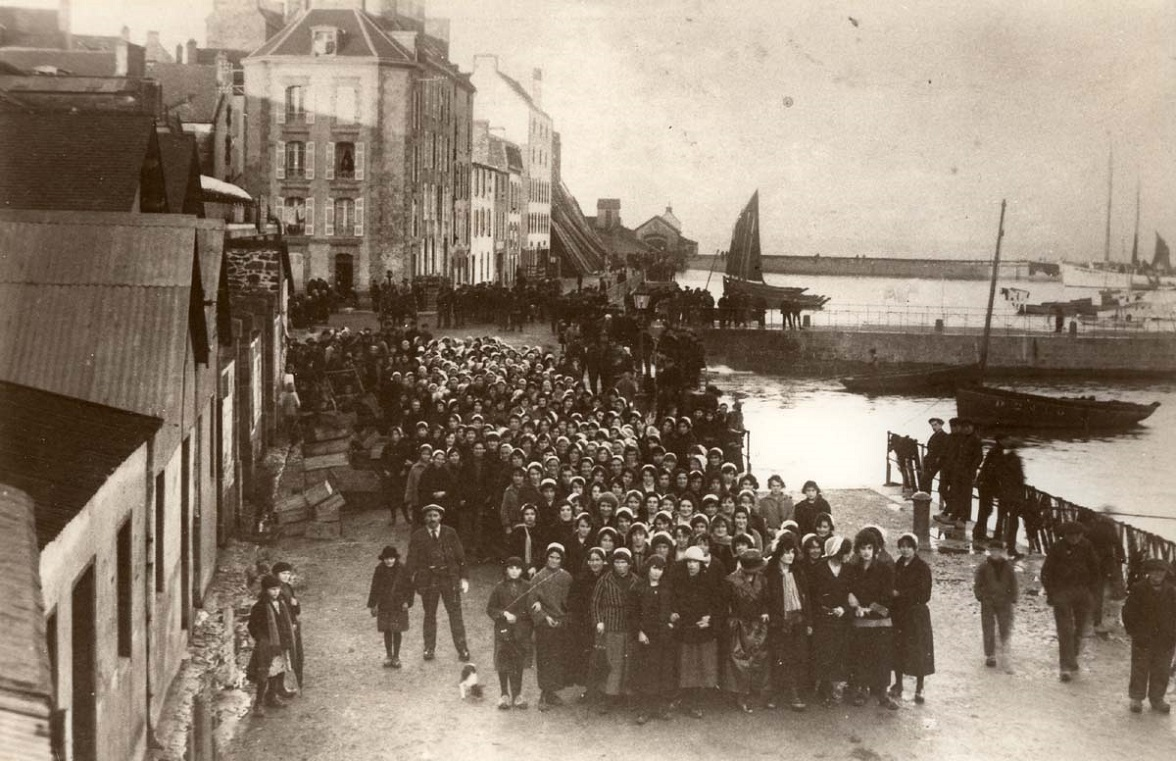
Manifestation des ouvrières de Douarnenez en janvier.

- Janvier : série de grèves d'ouvrières travaillant dans les conserveries à Douarnenez, réunissant jusqu'à 1 600 personnes[1].
- Février : la fédération nationale catholique réunit lors de manifestations 200 000 manifestants dans la région, dont 70 000 à Nantes et 45 000 à Rennes, en réaction à la politique du Cartel des gauches[2].
- 23 mai : deux bateaux de pêche et deux canots de sauvetage chavirent au large de Penmarch : douze marins et quinze sauveteurs disparaissent[3].
- 14 juin : ouverture de la ligne Crozon - Camaret-sur-Mer sur le Réseau breton.

### Catastrophes naturelles
- 4-5 janvier : Crue de l'Aulne, qui provoque de nombreux dégâts à Châteaulin et à Port-Launay[3].

### Naissance
- 15 février à Brest : Odile Caradec, poétesse française. Elle a passé son enfance à Camaret dans le Finistère et a côtoyé le poète Saint-Pol-Roux[4],[5]

- 12 mars : Louison Bobet, né à Saint-Méen-le-Grand, cycliste. Il a remporté trois fois le Tour de France entre 1953 et 1955, champion du monde sur route en 1954 et vainqueur de Paris-Roubaix en 1956[6].

- 26 juillet : Jean-François Coatmeur, né à Pouldavid-sur-Mer, écrivain[7]

### Décès
- 7 juin : Auguste Pavie, décédé à Thourie, explorateur, diplomate et haut fonctionnaire[3].
- 13 juin : Paul Teste, pilote et officier de marine
- 26 juillet : Théodore Botrel, décédé à Pont-Aven, auteur-compositeur-interprète, auteur de La Paimpolaise[8].
- 25 septembre : Charles Cottet, peintre.

## Politique

### Élections municipalesdes3et10 mai
- Jean Hénaff, créateur du pâté Hénaff, est élu maire de Pouldreuzic[9].

## Culture
- 1er juillet : Premier congrès interceltique à Dublin. La délégation bretonne comprend François Jaffrennou, Olier Mordrel, Morvan Marchal et Youen Drezen[3].

### Langue bretonne
- Déclaration d'Anatole de Monzie, ministre de l'éducation : « Pour l'unité linguistique de la France, la langue bretonne doit disparaître. »[10]. La circulaire interdit toute utilisation des « idiomes locaux » dans l'enseignement[11].
- La revue littéraire en langue bretonne Gwalarn (« Noroît »), créée par Roparz Hémon, commence à être publiée[12].

### Littérature
- Publication posthume dAr en deulin, recueil de poèmes de Jean-Pierre Calloc'h (Yann-Ber Kalloc'h)[7].
- Le Domanier de Toul-an-Diaoul de Paul Beaufils
- Arc en ciel sur la Domnonée de Pierre Gueguen.

### Musique
- La compositrice nantaise Alice Sauvrezis organise les « Soirées celtiques », à l'amphithéâtre de la Chimie[7].

### Arts
- Lors de l'exposition des Arts décoratifs de Paris, le drapeau breton flotte officiellement au-dessus du pavillon de Bretagne[7].
- Novembre 1925 : La pièce en trois actes La Lame sourde de Jeanne Nabert est montée par Charles Dullin

### Médias
- Parution de la revue Ar Vro Goz[7].

## Sports
- Fañch Favé est Champion cycliste du Finistère sur route[13].

## Infrastructures

### Constructions
- Gare de Brandérion
- Chapelle Sainte-Anne-des-Rochers de Trégastel
- Église Saint-Gouescat de Tréouergat